# جکی کالینز
جکی کالینز (انگلیسی: Jackie Collins; ۴ اکتبر ۱۹۳۷ – ۱۹ سپتامبر ۲۰۱۵) رمان‌نویس اهل بریتانیا بود. وی در طول دوران کاری خود تعداد ۳۲ رمان نوشت و بیش از ۵۰۰ میلیون جلد از آثارش در ۴۰ کشور به فروش رسیده است. هم‌چنین تعداد ۸ فیلم و سریال بر اساس رمان‌های وی ساخته شده‌است. وی خواهر کوچکتر جوآن کالینز، ستاره سینما بود.

دو کتاب «دنیا پر از مرد متأهل است» (نخستین رمان) و «دنیا پر از زن مطلقه است» از کتاب‌ها پرفروش او بودند که در نخستین سال‌های فعالیتش منتشر شدند.
از دیگر کتاب‌های این رمان‌نویس می‌توان به «عشاق و قماربازان»، «ستاره آمریکایی»، «ستاره راک»، «شانس»، «خوش‌شانس» و «خانم رئیس» اشاره کرد.